# Marcelo Insua

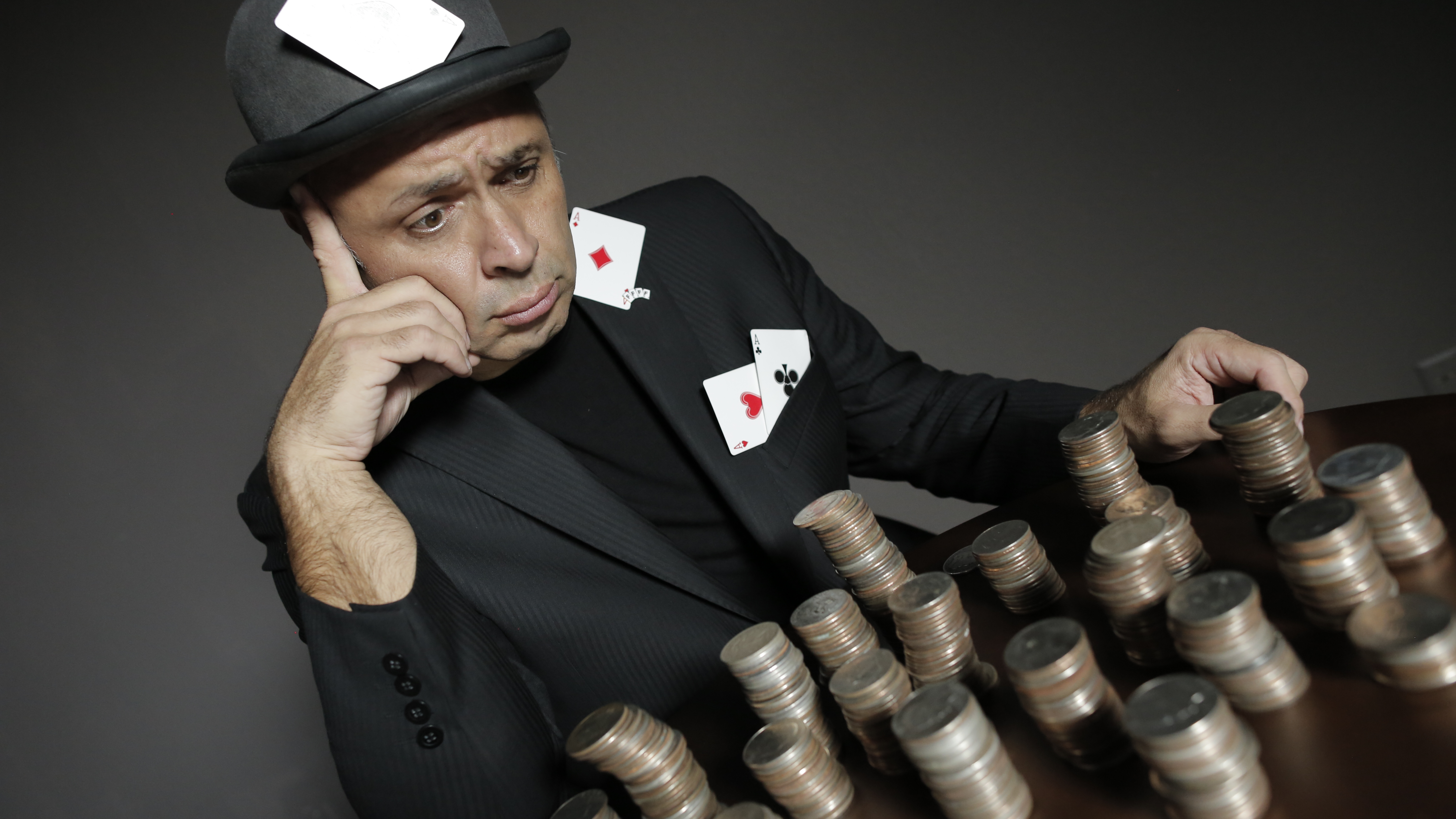
Premio Mundial de Invención en Magia 2012, Personalidad Destacada de la Cultura Ciudad de Buenos Aires.

Marcelo Insua, también conocido como Tango (Buenos Aires), es un ilusionista argentino especializado en cartomagia, mentalismo y numismagia. En el 2012 Federación Internacional de Sociedades mágicas (FISM) lo consagró ganador  del Premio a la Invención mágica por su aporte a la numismagia. 
En el año 2013, La legislatura de la Ciudad de Buenos Aires lo declaró Personalidad Destacada de la Cultura con la sanción de la ley 4753.
Además de ser un artista internacional con actuaciones en más de 20 países, se desempeña como gestor cultural en su propio espacio, el Bar Magico Teatro y ha participado en numerosos emprendimientos a nivel privado y público como director, productor o asesor. 
Actualmente se encuentra cursando el segundo año de la carrera de Ciencia Política en la Facultad de Ciencias Sociales de la Universidad de Buenos Aires, con el objetivo de especializarse en el diseño y la gestión de políticas públicas culturales. 

## Premios y distinciones
- FISM 2012 Blackpool, Inglaterra, Premio mundial a la Invención[1][2]
- Personalidad destacada de la cultura de la Ciudad de Buenos Aires (2013)[4]
- Doctor in Magic 4 FFFF[5]
- FISM 2018 Busan, Corea del Sur, 5.º lugar en Magia con Naipes[6]

## Bar Mágico Teatro
Además de su desempeño como mago, Marcelo Insua es el fundador y actual director del Bar Mágico, una sala teatral dedicada exclusivamente a la producción de obras mágicas y shows de ilusionismo. Posee dos salas, una para magia de cerca y otra para magia de escena. Bar Mágico, es una de las pocas salas teatrales dedicadas exclusivamente a la magia en el mundo, como el Magic Castle de Los Ángeles o Houdini Club de Magia de Madrid. Han actuado en su escenario magos de todo el mundo, todos los viernes y sábados se presentan allí 3 shows incluyendo a Marcelo Insúa dentro de su programa.

## Producción de insumos mágicos
Marcelo Insúa no solo es mago, no solo es propietario de un bar de magia. También es productor y exportador internacional de insumos mágicos, siendo actualmente el principal competidor de Disney en la venta de dichos insumos en 83 países (fuente: B. DF.).

## Personalidad Destacada de la Cultura de la Ciudad de Buenos Aires[3]
Por su tarea de difusión de la magia a través de su Bar Mágico y por sus logros internacionales, en 2013, Marcelo Insua fue reconocido por la Legislatura de la Ciudad de Buenos Aires como Personalidad Destacada de la Cultura de la Ciudad Autónoma de Buenos Aires. De esta forma se convirtió en el primer ilusionista porteño en recibir esta distinción.

## Conferencista Internacional
Desde 2010 Insua es conferencista internacional, ha recorrido 22 países donde brindó conferencias y shows sobre magia con monedas, magia de cerca, cartomagia, mentalismo y teoría de la magia general en diversos clubes de magia y círculos de ilusionistas Ha brindado conferencias, asistido a congresos y shows en los siguientes países: Estados Unidos, México, Brasil, Uruguay, Chile, Argentina, Inglaterra, Escocia, España, Francia, Mónaco, Italia, Austria, Alemania, Suiza, Holanda, Bélgica, Dinamarca, Suecia, Noruega, Australia y Nueva Zelanda

## Argentina tiene magia
En el ańo 2019 protagonizó “Argentina Tiene Magia” un programa de televisión, de su propia autoría, en el que recorrió 13 ciudades del país mostrando su riqueza cultural y expresando su mensaje a través de la magia. El programa fue grabado en Tilcara, Córdoba (Argentina), Corrientes (ciudad), Entre Ríos, Mendoza, Ciudad de Buenos Aires, Chascomús, Mar del Plata, Tandil y Ushuaia. Se emitió por TV Pública Argentina.
Todos los programas se encuentran disponibles en YouTube. Argentina Tiene Magia YouTube

## Publicaciones

### Libros
- Neuromagia - Libro de Andrés Rieznik con colaboración de Marcelo Insua.[13]
- Genii Magazine Febrero de 2015. Artículo sobre ACAAN[14]
- Algunas cargas tienen rulos, nota de conferencia
- Gira Española, nota de conferencia

### DVD
- Magia con monedas para dedos torpes
- T.U.C
- Tango flying coins
- Penguin live lecture 1
- "Penguin live lecture 2"
- Shared Dreams
- Unmemorized Deck
- The complete Tangopedia
- Crazy Years
- "T.U.C The Secrets"
- A.C.A.A.N Metting"
- "At the Table"

## Shows
- Homenaje a Mi Baraja
- La traición de Judas
- Rompecabezas
- Auson
- Utopia

## Clubes y Asociaciones
Marcelo Insua es miembro en la actualidad de dos asociaciones de magia, la Red de Magos Solidarios de Argentina y la FFFF de Estados Unidos. También es miembro cofundador del Club Porteño de Ilusionismo. El Círculo Mágico Argentino Auténtico lo nombró Socio en el año 2014, galardón que comparte con magos de la talla de Fantasio (Ricardo Roucau) y David Copperfield